# Krystyna Stebnicka
Krystyna Stebnicka (ur. 1964 ) – polska filolożka klasyczna i historyczka. 

## Życiorys
W 1982 ukończyła II Liceum Ogólnokształcące im. Stefana Batorego w Warszawie. Absolwentka filologii klasycznej i historii Uniwersytetu Warszawskiego. Pracę doktorską Wykształcenie, kultura, życie społeczne. Studia nad drugą sofistyką, napisaną pod kierunkiem Włodzimierza Lengauera, obroniła 19 maja 1999. Habilitacja w 2012 tamże. Od 1990 pracowniczka Zakładu Historii Starożytnej Instytutu Historycznego UW, obecnie Wydziału Historii UW.

## Wybrane publikacje
- Krystyna Stebnicka, Paweł Janiszewski, Imperium Romanum. Władza, propaganda, konflikty ideologiczne: wybór źródeł, Wydawnictwa Uniwersytetu Warszawskiego, Warszawa 2003 ISBN 83-235-0044-4
- Krystyna Stebnicka, Tożsamość diaspory. Żydzi w Azji Mniejszej okresu cesarstwa, Wydawnictwo Naukowe Sub Lupa, Truskaw 2012 ISBN 978-83-931271-7-7
- Elżbieta Szabat, Paweł Janiszewski, Krystyna Stebnicka, Sofiści i retorzy greccy w cesarstwie rzymskim (I-VII w.),  Wydawnictwa Uniwersytetu Warszawskiego, Warszawa 2017 ISBN 978-83-235-1039-0
- Łukasz Niesiołowski-Spano, Krystyna Stebnicka, Historia Żydów w starożytności. Od Thotmesa do Mahometa, Wydawnictwo Naukowe PWN, Warszawa 2020 ISBN 978-83-01-21279-7